# Michel Flückiger
Michel Flückiger (* 4. Februar 1940, heimatberechtigt in Rohrbach) ist ein Schweizer Politiker (FDP).
Flückiger wurde zum 1. Dezember 1986 im Kanton Jura in den Ständerat gewählt und schied zum 16. Dezember 1994 wieder aus der kleinen Kammer aus. Zudem war er von 1988 bis 1995 Mitglied der Schweizer Delegation in der Parlamentarischen Versammlung des Europarates.